# Айнеборн
Айнеборн (нем. Eineborn) — община в Германии, в земле Тюрингия.
Входит в состав района Заале-Хольцланд. Подчиняется управлению Хюгелланд/Телер. Население составляет 342 человека (на 31 декабря 2010 года). Занимает площадь 7,89 км².